# Копальня Бентлі
Рудник Бентлі – гірничодобувний майданчик на південному заході Австралії. Складова частина проекту Ягуар.
Поліметалічне (цинково-мідно-срібне) родовище Бентлі виявили в 2008-му та ввели в дію у 2011 році. Розробка велась підземним способом з доступом до виробіток через транспортний ухил, який досягнув рудного тіла по досягненні довжини 1,6 кілометра (після чого будівництва ухилу продовжилось з метою охоплення всього покладу). Вилучена руда постачалась на збагачувальну фабрику Ягуар.
Станом на кінець 2022-го накопичений видобуток з Бентлі склав 4,5 млн тонн руди, що дало можливість випустити концентрати, які містили 47 тисяч тонн міді, 360 тисяч тонн цинку та біля 450 тонн срібла. На цей момент запаси рудника вже наближались до вичерпання – якщо в 2023 фінансовому році (липень 2022 – червень 2023) отримали відповідні проектній потужності 403 тисячі тонн руди, то в липні – вересні 2023-го вилучили лише 55 тисяч тонн руди, після чого роботи зупинились.
Права на проект Ягуар в 2011 році придбала у попереднього власника Jabiru Metals компанія Independence Group NL (також відома як IGO). В 2018-му його викупила Round Oak Minerals Pty Ltd, а з 2022-го власником стала Aeris Resources Limited.